# آلساندرو پاناگولیس
آلساندرو پاناگولیس (یونانی:Αλέξανδρος Παναγούλης) شاعر و سیاستمدار یونانی بود. او ضد رژیم نظامیان یونان (۱۹۷۴–۱۹۶۷) مبارزه‌ای فعالانه کرد. وی به علت تلاش برای سوءقصد به دیکتاتور یونان گئورگیوس پاپادوپولوس در ۱۳ اوت ۱۹۶۸ و همین‌طور شکنجه‌های سختی که در دوران محکومیتش متحمل شد، مشهور شد. بعد از سقوط رژیم نظامیان و حاکمیت دموکراسی، پاناگولیس به عنوان عضو حزب اتحاد مرکزی (E.K) در پارلمان یونان نامزد شد.
کتاب «یک مرد» به قلم اوریانا فالاچی، به بخشی از زندگی وی، از زمان دستگیری تا مرگ پرداخته‌ است.

## بیوگرافی
الساندرو در محله Glyfada آتن متولد شد. آلساندرو فرزند دوم واسیلیوس پاناگولیس، افسر ارتش و شوهر آتنا بود. برادر او جورجیو پاناگولیس بود که یکی از قربانیان سرهنگ پاپادوپولوس بود که بعدها به یک سیاستمدار تبدیل شد. پاناگولیس پدر قسمتی از عمر خود را در جنگ جهانی دوم به سر برد. او همچنین در دانشگاه پلی تکنیک آتن در مهندسی برق تحصیل کرده بود.{1}

## سیاست
در سال های نوجوانی الساندرو ارزش های دموکراتیک را فرا گرفته بود. او به سازمان مرکزی حزب اتحاد جوانان پیوست که O.N.E.K نامیده می شد و تحت رهبری جورجیوس (Papandreou) پاپاندرو بود. این سازمان بعد ها به سازمان جوانان دموکراتیک یونان E.DI.N تغییر نام داد. پس از سقوط رژیم و ترمیم رژیم پارلمانی در 3 سپتامبر 1974 پاناگولیس دبیرکل E.DI.N شد.{1}

## مقاومت در برابر دیکتاتوری
آلساندرو پاناگولیس به طور فعالانه در مبارزه با رژیم پاپادوپولوس فعالیت داشت. او ارتش یونان را به دلیل اعتقادات دموکراتیک خود، ترک و سازمان مقاومت ملی را تاسیس کرد. مدتی را پس از فرار از خدمت در قبرس گذراند و سپس برای ترور دیکتاتور به یونان بازگشت که این اقدام را در 13 آگوست 1968 انجام داد ولی موفق نشد و دستگیر شد.
در مصاحبه ای که پس از آزادی اش برگزار شد، روزنامه نگار ایتالیایی اوریانا فالاچی به نقل از الساندرو گفته بود:
"من نمی خواستم یک مرد را بکشم. من قادر به کشتن یک مرد نیستم. من می خواستم یک ظالم را بکشم."
پاناگولیس در 13 نوامبر 1968 به همراه بقیه ی اعضای مقاومت ملی در دادگاه نظامی محکوم به مرگ شدند و برای اجرای حکم به جزیره Ageina فرستاده شد ولی به علت فشار جامعه جهانی رژیم حاکم یونان موفق به اعدام وی نشد و او را بالاجبار در زندان نظامی Bagiati زندانی کردند. در ژوئن 1969 از زندان فرار کرد و به زودی دستگیر و به طور موقت به اردوگاه Goudi فرستاده شد. پس از مدتی مجدد به زندان Bogiati فرستاده شد. چندین بار هم به طور ناموفق از آنجا اقدام به فرار کرد. 
در اوت 1973 پس از 4سال و نیم حبس، در طی عفو عمومی زندانیان سیاسی، آزاد شد. بعد از آزادی جهت ادامه مقاومت به ایتالیا رفت. در آنجا بود که اوریانا فالاچی را دید و این دست مایه نوشتن کتاب "یک مرد" توسط فالاچی شد. که در واقع داستان زندگی آلکوس است.

## مرگ
پاناگولیس در 1 می 1976 در تصادف رانندگی در آتن در سن 36 سالگی درگذشت. وی اسناد محرمانه ای را در اختیار داشت که به همین علت عده ای تصادف صورت گرفته را ساختگی می دانند.{1}